# Skazany
Skazany (en polonès, Condemnat) és una pel·lícula dramàtica polonesa del 1976, dirigida per Andrzej Trzos-Rastawiecki.

## Sinopsi
Ryszard Bielczyk és organitzador d'esdeveniments. La seva vida no s'estabilitza. Només té un germà gran, Zygmunt, que és entrenador de boxa, i no té un vincle gaire estret amb ell. Quan s'assabenta que Zygmunt està malalt terminal, intenta ajudar-lo. No s'oposa quan el seu germà vol suïcidar-se. Ryszard és dut a judici per no impedir la seva mort.

## Repartiment
- Wojciech Pszoniak – Ryszard Bielczyk
- Zdzisław Kozień – Zygmunt Bielczyk,
- Zygmunt Hübner – fiscal
- Piotr Pawłowski – jutge
- Zbigniew Zapasiewicz – advocat
- Irena Karel – actriu Krystyna
- Gabriela Kownacka – Kasia
- Wirgiliusz Gryń – president del club esportiu "Korona"
- Edmund Karwański

## Premis
Al Festival Internacional de Cinema de Sant Sebastià 1976 Zdzisław Kozień va guanyar el Premi Sant Sebastià d'interpretació masculina.